# Japans Billie Jean King Cup-lag
Japans Billie Jean King Cup-lag representerar Japan i tennisturneringen Billie Jean King Cup, och kontrolleras av Japans tennisförbund.

## Historik
Japan deltog första gången 1964. Laget har som längst gått till semifinal, vilket man gjorde 1996.